# Старий Барткув
Старий Барткув (пол. Stary Bartków) — село в Польщі, у гміні Корчев Седлецького повіту Мазовецького воєводства.
Населення — 398 осіб (2011).
У 1975-1998 роках село належало до Седлецького воєводства.

## Демографія
Демографічна структура станом на 31 березня 2011 року:
|          | Загалом | Допрацездатний вік | Працездатний вік | Постпрацездатний вік |
| -------- | ------- | ------------------ | ---------------- | -------------------- |
| Чоловіки | 192     | 43                 | 140              | 9                    |
| Жінки    | 206     | 47                 | 126              | 33                   |
| Разом    | 398     | 90                 | 266              | 42                   |